# Can Pairet
Can Pairet és una casa d'Amer (Selva) inclosa a l'Inventari del Patrimoni Arquitectònic de Catalunya.

## Descripció
Edifici entre mitgeres de tres plantes i coberta de doble vessant a façana situada al costat dret del principi del carrer Migdia. La façana, encara que en mal estat de conservació, està arrebossada i pintada de color ocre vermellós. Les obertures són rectangulars i consta de dues crugies.
La planta baixa presenta dos portals emmarcats de pedra i una finestra d'obra de ciment i rajola. Els portals es diferencien en el fet que una té la llinda de fusta i conté pedra calcària a més de sorrenca.
El primer pis consta de dues finestres amb brancals de maó, llinda de fusta i ampit de pedra sorrenca i granit, d'un sol bloc poc desbastat.
Al segon pis hi ha una finestra tapada amb maons i una finestra d'obra d'arrebossat i rajola.
El sostre interior té un embigat de fusta i el ràfec de la cornisa és d'una filera de teula.

## Història
Casa originaria del segle xviii (1773) i amb reformes durant els segles XIX i XX.
A la llinda de pedra del portal d'entrada hi ha gravada la data de 1773 i el nom, en minúscula i majúscula, de Rafel ARNAV (Rafel Arnau).